# Аркола (Техас)
Аркола (англ. Arcola) — місто (англ. city) в США, в окрузі Форт-Бенд штату Техас. Населення — 2034 особи (2020).

## Географія
Аркола розташована за координатами 29°30′8″ пн. ш. 95°27′59″ зх. д. / 29.50222° пн. ш. 95.46639° зх. д. (29.502116, -95.466372).  За даними Бюро перепису населення США в 2010 році місто мало площу 5,12 км², з яких 5,07 км² — суходіл та 0,05 км² — водойми. В 2017 році площа становила 6,72 км², з яких 6,62 км² — суходіл та 0,09 км² — водойми.

## Демографія
Згідно з переписом 2010 року, у місті мешкали 1642 особи в 451 домогосподарстві у складі 361 родини. Густота населення становила 321 особа/км².  Було 505 помешкань (99/км²).
Расовий склад населення:
| - 36,0 % — білих - 28,5 % — чорних або афроамериканців - 1,0 % — азіатів - 0,2 % — корінних американців - 32,3 % — осіб інших рас |

До двох чи більше рас належало 2,1 %. Частка іспаномовних становила 62,4 % від усіх жителів.
За віковим діапазоном населення розподілялося таким чином: 36,4 % — особи молодші 18 років, 58,4 % — особи у віці 18—64 років, 5,2 % — особи у віці 65 років та старші. Медіана віку мешканця становила 27,7 року. На 100 осіб жіночої статі у місті припадало 107,1 чоловіків;  на 100 жінок у віці від 18 років та старших — 98,9 чоловіків також старших 18 років.
Середній дохід на одне домашнє господарство  становив 59 868 доларів США (медіана — 42 279), а середній дохід на одну сім'ю — 65 182 долари (медіана — 46 818). Медіана доходів становила 35 735 доларів для чоловіків та 26 250 доларів для жінок. За межею бідності перебувало 24,8 % осіб, у тому числі 30,8 % дітей у віці до 18 років та 10,4 % осіб у віці 65 років та старших.
Цивільне працевлаштоване населення становило 933 особи. Основні галузі зайнятості: виробництво — 25,9 %, освіта, охорона здоров'я та соціальна допомога — 16,0 %, мистецтво, розваги та відпочинок — 13,1 %, будівництво — 11,1 %.